# Rui Costa
Rui Manuel César Costa (Lisabon, 29. ožujka 1972.), bivši portugalski nogometaš, koji trenutno radi u Benfici kao sportski direktor. Za vrijeme igračke karijere igrao je na poziciji isturenog veznog igrača, polušpica ili zadnjeg veznog. 
2004. Pelé ga je stavio u društvo FIFA 100, među 125 najboljih živućih nogometaša.

### Klupska karijera
Portugalska legenda Eusébio je izjavio da kada je Rui došao u Benficu, nakon samo deset minuta treninga bio impresioniran njegovim vještinama. 1993. osvojio je portugalski kup i ligu. Na kraju njegove treće sezone u Benfici Fiorentina je ponudila za njega 6 milijuna eura. Nekoliko puta je bio proglašen najboljim igračem na svojoj poziciji u Serie A. Mnogo klubova je pokazivalo interes za njega, ali ga je Fiorentina prodala tek kad je ušla u financijske probleme. Njegov trener u Fiorentini Fatih Terim, kada je odlazio u Milan poveo ga je sa sobom. Costa je igrao pet sezona za A.C. Milan pritom osvojivši Serie A, kup, superkup, Ligu prvaka i Europski superkup.
U ljeto 2003. za A.C. Milan je potpisao Kaká, zbog kojega je Costa ispao iz standardnog početnog sastava. 
25. svibnja 2004. Rui Costa se vratio u Benficu, potpisao je kao slobodan igrač. Dvije godine kasnije oprostio se od aktivnog igranja nogometa. Odmah nakon prestanaka, dobio je posao sportskog direktora.

### Reprezentativna karijera
S portugalskom nogometnom reprezentacijom je dogurao do četirifinala Eura 1996. u Engleskoj, polufinala Eura 2000. u Belgiji i Nizozemskoj i domaćeg finala Eura 2004 u Portugalu. Također je sudjelovao na SP 2002. u Japanu i Južnoj Koreji, prvi i jedini crveni karton dobio je u utakmici s Njemačkom.
Za Portugal je nastupio 94 puta i sudjelovao s 26 golova.

### Linkovi
- Profil na portugoal.net  Arhivirana inačica izvorne stranice od 4. ožujka 2018. (Wayback Machine) (engl.)